# Camille Cottin
Ne doit pas être confondu avec le sportif Camille Cottin (football).
Pour les autres membres des familles, voir Cottin et Famille Cottin (Seine).
Camille Cottin est une actrice française née le 1er décembre 1978 à Boulogne-Billancourt (Hauts-de-Seine).
Elle est révélée en 2013 dans la série de sketchs Connasse, réalisée par le duo Noémie Saglio et Éloïse Lang, où elle interprète le rôle principal. La série est un succès et donne lieu à un long métrage intitulé Connasse, princesse des cœurs et sorti en 2015. Le rôle lui vaut une nomination au meilleur espoir féminin en 2016.
C’est aussi grâce à son rôle d’Andréa Martel, une agente artistique anxieuse et possessive dans la série Dix pour cent sur France Télévisions, qu’elle est révélée. La série connaît un important succès d’audience en France mais aussi à l’étranger. Elle obtient un Globe de cristal de la meilleure actrice dans une fiction télévisée et commence à apparaître dans des rôles principaux au cinéma, comme dans Le Mystère Henri Pick, Telle mère, telle fille, ou Les Éblouis.
Dans les années 2020, sa carrière s'étend à l'échelle internationale et l'actrice décroche des rôles dans plusieurs superproductions anglophones : House of Gucci de Ridley Scott aux côtés de Lady Gaga et Adam Driver, Stillwater de Tom McCarthy ou encore Mystère à Venise de Kenneth Branagh.

## Biographie

### Jeunesse et formation
Camille Juliette Eloïse Cottin, née le 1er décembre 1978 à Boulogne-Billancourt dans les Hauts-de-Seine, est issue d'une famille juive française algérienne. Sa mère, Edith Yaffi, est issue d'une famille de « pieds-noirs » - nom donné aux citoyens français vivant outre-Méditerranée, au moment où l'Algérie est une colonie française. Son père, Gilles Cottin (1946-2022), grandit dans une famille de la bourgeoisie parisienne. Ses parents se rencontrent à  Paris dans les années 1970. Camille Cottin naît le 1er décembre 1978, à Boulogne-Billancourt. Ses parents se séparent à sa naissance ; elle est l'aînée d'une fratrie. Elle a une sœur de 6 ans sa cadette, la réalisatrice Avril Besson, du côté de sa mère et un frère et deux sœurs du côté de son père.
Elle est l'arrière-arrière-petite-fille de Paul Cottin, sous-bibliothécaire de l'Arsenal et petite-fille d'un résistant arrêté et volontaire aux corvées des sanitaires dans un camp, dans l'unique but d'y creuser un tunnel et de s'en échapper.
Durant son adolescence, alors que son beau-père, analyste financier, est muté à Londres, elle passe cinq ans dans la capitale britannique au lycée français Charles-de-Gaulle. Elle revient ensuite en France, obtient une maîtrise d'anglais qui lui permet d'enseigner pendant quelque temps dans le secondaire, et suit des cours à l'école de théâtre et d'art dramatique de Jean Périmony.
Pendant quinze ans, Cottin alterne sur scène classiques — Corneille, Boulgakov — et boulevard. Elle joue des petits rôles dans plusieurs films et séries télévisées. En 2009, elle intègre la Troupe à Palmade, atelier de café-théâtre monté par l'humoriste avec une trentaine de jeunes comédiens qui écrivent eux-mêmes les sketches qu'ils interprètent. La même année, elle apparaît dans une publicité avec Brad Pitt réalisée par Wes Anderson pour un téléphone portable japonais.

### Révélation comique (2013-2016)
En 2013, après une saison dans la série Pep's sur TF1, Camille Cottin interprète, dans la pastille Connasse produite par Silex Films, des sketches en caméra cachée écrits par Noémie Saglio et Éloïse Lang. Les 70 épisodes sont diffusés dans Le Before puis dans Le Grand Journal, de Canal+.
Ce succès lui permet d'enchaîner les comédies au cinéma : en 2014, elle fait partie de la bande d'actrices réunie sur grand écran par Mona Achache pour Les Gazelles. La même année, elle est aussi la vedette de Connasse, princesse des cœurs, long-métrage entièrement réalisé en caméra cachée basé sur la série éponyme. Ce film lui vaut une nomination à la 41e cérémonie des César.
En 2015, elle enchaîne trois autres comédies plus grand public : elle suit la co-créatrice de Connasse, Noémie Saglio dans sa seconde réalisation, Toute première fois, portée par Pio Marmaï et Franck Gastambide. Elle retrouve Pio Marmaï pour Nos futurs, le cinquième film de Rémi Bezançon. Enfin, elle joue dans la comédie d'action Les Gorilles, de Tristan Aurouet, menée par le tandem Manu Payet / Joey Starr. Tous ces films déçoivent cependant au box-office.
L'actrice connaît en revanche le succès critique et commercial après avoir décroché l'un des rôles principaux de la série télévisée Dix pour cent, créée par Fanny Herrero et produite par Cédric Klapisch, lancée en 2015. Elle y joue l'agent téméraire Andréa Martel, inspirée par Élisabeth Tanner et qui lui permet de proposer un jeu plus dramatique.

### Ascension en France et passage au drame (2016-2019)

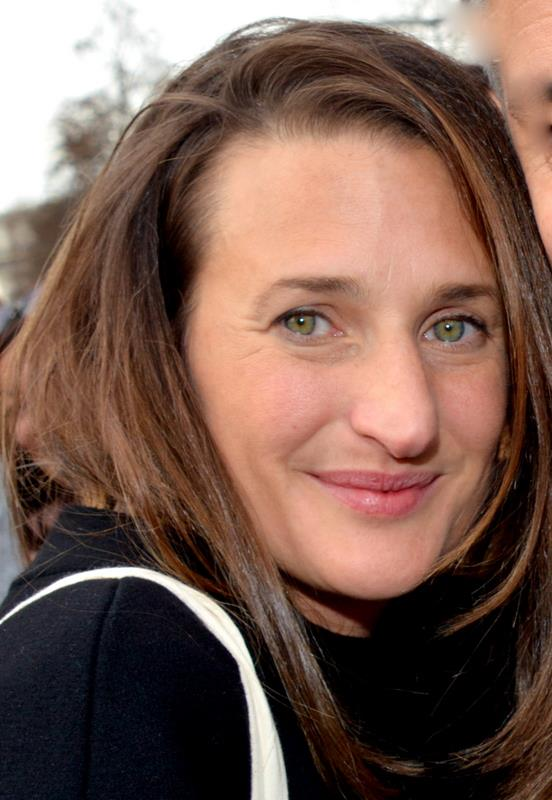
L'actrice au dîner des Révélations des Césars 2016.

En 2016, Camille Cottin est au casting du thriller à gros budget Iris, de Jalil Lespert, aux côtés de Romain Duris et Charlotte Le Bon. Elle partage aussi l'affiche de la comédie dramatique indépendante Cigarettes et Chocolat chaud avec Gustave Kervern. Ce film est écrit et réalisé par Sophie Reine. Enfin, elle tient un petit rôle dans son premier film américain, le mélodrame historique Alliés, de Robert Zemeckis, dont le couple-star est Marion Cotillard / Brad Pitt.
En 2017, elle retrouve Noémie Saglio pour son troisième long métrage, Telle mère, telle fille. Elle en est l'une des têtes d'affiche, aux côtés de Juliette Binoche. Le film est un flop critique et commercial,. L'actrice peut cependant compter sur la deuxième saison de Dix pour cent.
En 2018, c'est l'autre co-créatrice de Connasse, Éloïse Lang, qui la dirige dans la comédie Larguées. Camille Cottin y donne la réplique à Miou-Miou et Camille Chamoux. Le film fonctionne discrètement au box-office. À la fin de l'année, l'actrice est cependant dans la troisième saison de Dix pour Cent.
Le 19 décembre 2018, plus de 70 célébrités se mobilisent à l'appel de l'association Urgence Homophobie. Camille Cottin est l'une d'elles et apparaît dans le clip de la chanson De l'amour,,.
En 2019, si aucune saison de Dix pour Cent n'est diffusée, l'actrice est à l'affiche de six longs métrages, dont elle n'est cependant plus la tête d'affiche pour la majorité d'entre eux : elle seconde Lily-Rose Depp et Laurent Lafitte pour le thriller Les Fauves, Fabrice Luchini pour la comédie dramatique Le Mystère Henri Pick, Chiara Mastroianni et Vincent Lacoste pour le thriller psychologique Chambre 212, et enfin François Civil et Ana Girardot pour la comédie romantique Deux moi. Le seul film qu'elle porte, le drame Les Éblouis passe inaperçu, malgré de bonnes critiques.
En juillet 2019, elle fonde, avec Shirley Kohn, une société de production féministe appelée Malmö. Mais surtout, elle parvient à percer à l'international.

### Percée internationale (depuis 2019)
En 2019, Camille Cottin commence à marcher dans les pas de l'actrice britannique Phoebe Waller-Bridge en incarnant l'héroïne du remake français de la série Fleabag intitulé Mouche. La mini-série reçoit des critiques très négatives, la presse la jugeant trop « copié-collé » de son homologue britannique. Cependant, elle permet à Camille Cottin de travailler avec des acteurs depuis reconnus tels que Benjamin Lavernhe, Anne Dorval (muse du réalisateur québécois Xavier Dolan) qui incarne l'homonyme française du personnage joué par Olivia Colman dans la version d'origine, et Pierre Deladonchamps.
Elle décroche l'année suivante son premier grand rôle anglophone dans la troisième saison du thriller Killing Eve justement crée par Phoebe Waller-Bridge et dont les têtes d'affiche sont Jodie Comer et Sandra Oh. L'actrice confie que c'est pendant la promotion de Dix pour cent et peu de temps après avoir décroché le Globe de cristal meilleure actrice dans une série française qu'elle a pu rencontrer la créatrice de la série, grande admiratrice de l'actrice française et la productrice de la série qui lui ont confié qu'il leur arrivait d'écrire pour des personnalités en particulier puis lui ont proposé quelque temps plus tard le nouveau rôle d'Hélène. Grande fan de la série dès les premières saisons, l'actrice accepte sans hésiter et commence le tournage peu de temps après avoir lu le scénario. Durant ce court tournage, elle donne la réplique aux actrices Jodie Comer avec qui elle s'entend très rapidement puis Harriet Walter.
Au même moment la quatrième saison — alors annoncée à cette époque comme la dernière — de la série française Dix pour cent est diffusée sur les antennes de France 2, et reçoit à nouveau des critiques élogieuses. Peu de temps après ce qui devait être la fin, Camille Cottin est annoncée pour incarner la rivale de la chanteuse et actrice Lady Gaga dans le nouveau biopic du réalisateur Ridley Scott (sur l'assassinat de Maurizio Gucci, petit-fils du fondateur de la maison haute-couture italienne par son épouse) intitulé House of Gucci. La distribution du film est complétée par la présence des acteurs Adam Driver, Al Pacino, Jeremy Irons, Salma Hayek, ou encore Jared Leto, et le tournage débute en Italie à la fin de l'année 2020,.
Elle est, peu de temps après, annoncée dans le thriller policier Stillwater par Tom McCarthy qui se déroule à Marseille, où elle côtoie les acteurs Matt Damon et Abigail Breslin. Le film raconte l'histoire d'un homme prêt à tout pour prouver l'innocence de sa fille injustement accusée de meurtre et qui va se faire aider par une comédienne de théâtre jouée par Camille Cottin. Le script dans les cartons du réalisateur américain est retravaillé pour l'occasion par le scénariste et producteur Thomas Bidegain récompensé aux Césars et annoncé pour une sortie au Festival de Cannes 2021. Elle conclut son année en doublant en version française le rôle de 22 dans le nouveau film d’animation des studios Disney-Pixar : Soul, au côté d'Omar Sy. Elle y joue une âme qui ne souhaite pas aller vivre sur Terre. Le film est un très grand succès critique et décroche même l'oscar du meilleur film d'animation.
À la fin de l'année 2020, le créateur Dominique Besnehard annonce que son œuvre Dix pour cent aura droit à un film unitaire de 90 minutes qui se déroulera à New York ainsi qu'une saison 5 et que l'ensemble de la distribution devrait reprendre leurs rôles,. Puis elle annonce qu'elle fera également bien partie de l'ultime saison de Killing Eve, prévue pour 2022.
L'année suivante, au Festival de Cannes, elle présente deux films, un en sélection officielle puis un en hors-compétition. Tout d'abord, le thriller policier Stillwater où elle partage l'affiche avec Matt Damon qui reçoit un très bon accueil, puis Mon Légionnaire où elle joue la femme de Louis Garrel qui attend que son mari militaire envoyé en Afghanistan revienne de la guerre mais dès son retour ne le comprend plus.
Elle est annoncée à la distribution de la série d'animation Star Wars: Visions, dans laquelle elle prête sa voix au personnage de Loi'e dans l'épisode The Spy Dancer, conçu par le studio français La Cachette et prévu pour le mois de mai 2023.
En 2023, Camille Cottin est à l'affiche de plusieurs films en France. Elle incarne tout d'abord une mère au foyer complètement dépassée par son quotidien dans la comédie dramatique Toni, en famille, second long métrage du jeune réalisateur Nathan Ambrosioni. Le film est un succès critique aussi bien des professionnels du cinéma que des spectateurs. Le jeu de l'actrice est salué.
Le 14 mars 2024, il est annoncé que l'actrice Camille Cottin sera la maîtresse des cérémonies d'ouverture et de clôture du Festival de Cannes 2024.

### Vie privée
Camille Cottin est en couple avec l'architecte Benjamin Mahon depuis 2005,,, avec qui elle a deux enfants : un garçon, Léon Gabriel, né en 2009, et une fille, Anna Paloma, née en août 2015,,. Camille Cottin et Benjamin Mahon ne sont pas mariés,. Elle a déclaré au magazine Psychologies à ce sujet : « Remarquez que nous ne sommes pas mariés ! Je suis contre, d'abord parce que, même si j’envisage de passer le reste de ma vie avec lui, je veux sentir cette part de liberté que les générations précédentes nous ont permis d'acquérir. Cette possibilité de (se) dire : « Si je ne suis pas heureux ou heureuse, je pars. ».

### Image publique
Camille Cottin apparaît depuis 2022 dans les spots publicitaires de la marque de café Nespresso, aux côtés de George Clooney et Jean Dujardin. Elle a par ailleurs été ambassadrice des marques de luxe Gucci et Chanel, avant de le devenir en 2023 pour la marque de joaillerie américaine Tiffany&Co.
Camille Cottin affiche publiquement un engagement féministe. Sa prise de conscience féministe, et de notions telles que le male gaze, est selon elle déclenchée à la lecture de l'ouvrage King Kong Théorie de Virginie Despentes. Elle cosigne en février 2018 avec plusieurs femmes du cinéma français le manifeste « Maintenant On Agit », appel lancé à l'initiative de la Fondation des femmes un an après le lancement de l'affaire Weinstein pour demander à soutenir les associations luttant contre les violences faites aux femmes. Elle soutient publiquement et salue le mouvement #MeToo et son équivalent français #balancetonporc, appelant par ailleurs à nommer publiquement les agresseurs, à l'image de ce qui se passe aux États-Unis. Elle rejoint aussi le collectif 50/50, qui a pour but de promouvoir l'égalité des femmes et des hommes et la diversité dans le cinéma et l'audiovisuel. Elle fonde en 2020 avec Shirley Kohn une société de production féministe, Malmö Productions, qui vise à « produire des campagnes et des documentaires traitant de sujets sociétaux comme les droits des femmes, des personnes LGBTQIA+ ou l'égalité des chances, dans une perspective féministe et inclusive ». Elle est depuis mars 2023 « marraine » de la Maison des Femmes du CHRU de Tours, lieu accueillant et accompagnant des femmes victimes de violence.
Elle s'engage aussi contre l'homophobie, apparaissant en 2018 aux côtés de 70 personnalités dans le clip de la chanson De l'amour, action organisée par l'association Urgence Homophobie.
Camille Cottin milite aussi pour le droit des personnes migrantes, exilées et réfugiées. En 2015, dans une tribune parue dans le JDD et initiée par le comédien Alex Lutz, à la suite de la mort d'Alan Kurdi, elle fait partie des 66 personnalités qui annoncent reverser un de leurs cachets à une association qui intervient auprès des populations migrantes,. En 2023, elle visite le navire de ravitaillement Ocean Viking de l'association SOS Méditerranée pour alerter sur la situation et mettre en avant le travail des associations. SOS Méditerranée avance par ailleurs que l'actrice leur a fourni un mécénat par une partie de son cachet reçu pour la campagne Nespresso. Elle joue par ailleurs une militante d'une association d'aide aux migrants en 2024, aux côtés de Benjamin Biolay, dans le film de Julie Navarro Quelques jours pas plus[source secondaire souhaitée].

## Filmographie

### Cinéma

#### Longs métrages

##### Années 2000
- 2001 : Yamakasi d'Ariel Zeitoun : l'institutrice de Djamel

##### Années 2010
- 2011 : Il était une fois, une fois de Christian Merret-Palmair : La mère de Juliette
- 2014 : Les Gazelles de Mona Achache : Émilie
- 2015 : Toute Première Fois de Maxime Govare et Noémie Saglio : Clémence
- 2015 : Connasse, princesse des cœurs de Noémie Saglio et Éloïse Lang : Camilla, la Connasse
- 2015 : Les Gorilles de Tristan Aurouet : Émilie
- 2015 : Nos futurs de Rémi Bezançon : Géraldine
- 2016 : Iris de Jalil Lespert : Capitaine Nathalie Vasseur
- 2016 : Cigarettes et Chocolat chaud de Sophie Reine : Séverine
- 2016 : Alliés (Allied) de Robert Zemeckis : Monique
- 2016 : Ballerina d'Éric Summer et Eric Warin : Félicie (voix française)
- 2017 : Telle mère, telle fille de Noémie Saglio : Avril
- 2018 : Larguées d'Éloïse Lang : Rose
- 2018 : Photo de famille de Cécilia Rouaud : Elsa
- 2019 : Premières Vacances de Patrick Cassir : Fleur
- 2019 : Les Fauves de Vincent Mariette : Inspecteur Camus
- 2019 : Le Mystère Henri Pick de Rémi Bezançon : Joséphine Pick
- 2019 : Chambre 212 de Christophe Honoré : Irène jeune
- 2019 : Deux Moi de Cédric Klapisch : la psy de Mélanie
- 2019 : Les Éblouis de Sarah Suco : Christine Lourmel

##### Années 2020
- 2020 : Petit Vampire de Joann Sfar : Pandora, la mère de Petit Vampire (voix)
- 2020 : Soul de Pete Docter et Kemp Powers : 22[52] (voix française)
- 2021 : Stillwater de Tom McCarthy : Virginie
- 2021 : House of Gucci de Ridley Scott : Paola Franchi
- 2021 : Mon légionnaire de Rachel Lang : Céline
- 2022 : Cœurs vaillants de Mona Achache : Rose
- 2022 : Icare de Carlo Vogele : Ariane (voix)
- 2023 : Toni, en famille de Nathan Ambrosioni : Antonia "Toni"
- 2023 : Mystère à Venise (A Haunting in Venice) de Kenneth Branagh : Olga Seminoff
- 2023 : Golda de Guy Nattiv : Lou Kaddar
- 2024 : L'Empire de Bruno Dumont : la Reine
- 2024 : Quelques jours pas plus de Julie Navarro : Mathilde
- 2024 : Trois Amies d'Emmanuel Mouret
- 2024 : L'Art d'être heureux de Stefan Liberski : Cécile Fouasse[53]
- 2024 : Ni chaînes ni maîtres de Simon Moutaïrou : Madame La Victoire
- 2025 : Rembrandt de Pierre Schoeller : Claire[54]
- 2025 : Les enfants vont bien de Nathan Ambrosioni : Jeanne[55]
- 2026 : Juste une illusion d'Eric Toledano et Olivier Nakache
- 2026 : Les Misérables de  Fred Cavayé : Madame Thénardier

#### Courts métrages
- 2006 : Odile... de Bénédicte Delgéhier
- 2009 : Le Problème avec Tom de Frédéric Ramade : Anne
- 2011 : Bernard & Fils, suicideurs à domicile d'Avril Besson
- 2012 : Mon troquet de Louis Delva
- 2014 : Inséparables de Sophie Le Guénédal : Constance jeune (voix)
- 2020 : 22 contre la Terre de Kevin Nolting : 22 (voix française)

### Télévision

#### Séries télévisées
- 2002 : Hep Taxi ! : une passagère
- 2003 : Domisiladoré
- 2006 : Femmes de loi : une victime
- 2006 / 2008 : P.J. : Mina Ferlet / Annabelle
- 2007 : La Commune : Albane Devlay
- 2011-2013 : Scènes de ménages : Camille, amie d'Emma et Fabien
- 2012 : Le Jour où tout a basculé : Lucie / Annick
- 2013 : Pep's : Marina Trufaine
- 2013 : Vaugand : une femme
- 2013-2015 : Connasse : la connasse
- 2015-2020 : Dix pour cent : Andréa Martel
- 2017 : Calls : Christine (voix)
- 2019 : Mouche : Mouche
- 2020-2022 : Killing Eve : Hélène
- 2021 : H24 : une femme
- 2023 : J'étais à ça (mini-série) : la présidente
- 2023 : Star Wars: Visions : Loi’e (animation, saison 2, épisode The Spy Dancer)
- 2023 : Brassic : Fiona Frank
- 2024 : Terminal : Bienvenue à l'aéroport : Virginie

#### Téléfilms
- 2010 : Fracture d'Alain Tasma : La voisine du frère de Lakhdar
- 2012 : Mange de Virgile Bramly et Julia Ducournau : La psychologue

### Internet
- 2021 : Broute, épisode Comment cette femme fait-elle pour avoir l'air si épanouie ? par Yes vous aime
- 2023 : Hot Ones, présentée par Kyan Khojandi

### Publicité
- 2014 :  Début dans plusieurs publicités qui suivront en 2022 de Nespresso aux côtés de Jean Dujardin et George Clooney.

## Théâtre

### Comédienne
- 1998-1999 : Barrio Chino de Christine Albanel, mise en scène A Terezano
- 1998-1999 : Le Noël de Loup de Jean-Louis Jeenner, mise en scène Delphin
- 2001 : L'Année du bac de José-André Lacour, mise en scène Peter Müller, Théâtre Mouffetard, Paris
- 2003 : Week-end en ascenseur de Jean-Christophe Barc, mise en scène Sébastien Castro
- 2003 : Le Maître et Marguerite de Mikhaïl Boulgakov, mise en scène C. Melior
- 2003 : Petit lundi, grosse semaine de Hélène Serres, mise en scène Jean-Christophe Barc
- 2003 : Love and Fish d’Israel Horovitz, mise en scène Régis Santon
- 2005 : Miracle en Alabama de William Gibson, mise en scène Bénédicte Budan
- 2006 : 15 août sur palier de Jean Franco, mise en scène Sébastien Castro
- 2006 : Do, mi, sol, do de Miro Gavran, mise en scène Marie-France Lahore
- 2007 : Tchekhov a dit adieu à Tolstoï de Miro Gavran, mise en scène Marie-France Lahore
- 2007 : La Nuit de Valognes d’Éric-Emmanuel Schmitt, mise en scène Régis Santon
- 2008 : Le Cid de Pierre Corneille, mise en scène Bénédicte Budan, Théâtre Silvia-Monfort, Paris
- 2010 : Le Grand Jour de Vincent Aze, mise en scène Michèle Bernier et Morgan Spillemaecker
- 2011 : Fais tourner de et mes Guillaume Mélanie, La Comédie Montorgueil
- 2012 : La Chieuse de Jean Franco et Patrice Dard, mise en scène Philippe Hersen
- 2012 : Treize à table de Marc-Gilbert Sauvajon, mise en scène Pierre Palmade
- 2012 : Les Malheurs de Rudy de Rudy Milstein
- 2013 : Le Fils du comique, de et avec Pierre Palmade
- 2013 : Jamais 2 sans 3 de Jean Franco, mise en scène Jean-Luc Moreau, Théâtre du Palais-Royal, Paris
- 2013 : J’ai couru comme dans un rêve des Sans Cou, mise en scène Igor Mendjisky, TGP
- 2015 : IDEM des Sans Cou, mise en scène Igor Mendjisky, Théâtre de la Tempête, Paris
- 2018 : Justice de Samantha Markowic, mise en scène Salomé Lelouch, Théâtre de l'Œuvre, Paris
- 2024 : Le Rendez-Vous de Katharina Volckmer, mise en scène Jonathan Capdevielle, Théâtre du Jeu de Paume, Aix-en-Provence
- 2025 : Le Rendez-Vous de Katharina Volckmer, mise en scène Jonathan Capdevielle, Théâtre des Bouffes-du-Nord, Paris

### Autrice
- 2006 : Le Lifting de Madame Bénichou de Camille Cottin et Alexandra Chouraqui, mise en scène Bénédicte Budan

### Mise en scène
- 2017 : L'Esprit de contradiction, seule en scène de Camille Chamoux

## Distinctions

### Décorations
- Chevalière de la Légion d'honneur, en tant que comédienne, actrice ; 15 ans de services (2025)[56],[57].

### Récompenses
- Association des critiques de séries 2016 : meilleure actrice de série pour Dix pour cent saison 1
- Association des critiques de séries 2017 : meilleure actrice de série pour Dix pour cent saison 2
- Festival international du film de comédie de l'Alpe d'Huez 2018 : Prix d'interprétation féminine pour Larguées
- Globe de cristal 2019 : meilleure actrice de fiction télévisée pour Dix pour cent

### Nominations
- César 2016 : meilleur espoir féminin pour Connasse, princesse des cœurs
- Globe de cristal 2019 : meilleure actrice de comédie pour Larguées
- Globe de cristal 2020 : meilleure actrice de comédie pour Le Mystère Henri Pick